# Шабаев, Александр Антонович
Александр Антонович Шабаев (1907—1962) — секретарь Алтайского райкома ВКП(б) Хакасской автономной области Красноярского края, Герой Социалистического Труда (07.01.1948).
Родился в 1907 году на территории современной Новосибирской области в семье крестьянина.
После окончания сельскохозяйственного техникума — зоотехник райколхозсоюза.
С 1930 года зоотехник Чулымского совхоза (Новосибирская область).
С 1934 года зоотехник, затем директор Шарыповского совхоза (Красноярский край).
В 1939 году назначен директором отстающего Саралинского совхоза (ныне Оржоникидзевский район Хакасии), который за короткий срок вывел в число передовых.
В 1942 году избран вторым секретарём Шарыповского райкома партии (Хакасская АО).
С 1944 года заместитель секретаря Хакасского обкома ВКП(б) по животноводству.
С начала февраля 1945 г. первый секретарь Алтайского райкома партии (Красноярский край). В период его руководства районный центр был перенесён из с. Алтай в с. Белый Яр (март 1945 г.).
В 1947 году валовой сбор зерна увеличился по сравнению с засушливым 1946 годом в 7 раз, что позволило почти вдвое перевыполнить план сдачи хлеба государству.
Указом Президиума Верховного Совета СССР от 7 января 1948 года за получение высоких урожаев пшеницы и ржи в 1947 году, перевыполнение в целом по району планового сбора урожая пшеницы на 26,4 процента, удостоен звания Героя Социалистического Труда с вручением ордена Ленина и золотой медали «Серп и Молот».
С 1952 года первый заместитель председателя Хакасского облисполкома.
Умер в 1962 году.
Награждён орденами Трудового Красного Знамени (11.01.1957), «Знак Почёта» (19.10.1950), медалями.